# WDR83
WDR83‏ (WD repeat domain 83) هوَ بروتين يُشَفر بواسطة جين WDR83 في الإنسان.